# Voss (Norwegen)
Vossⓘ ist ein Ort und der Name einer Kommune in Vestland, Norwegen, ca. 75 km nordöstlich von Bergen. Der Verwaltungssitz Vossevangen liegt am Vangsvatnet-See und hat ca. 14.000 Einwohner. Auf den Hausberg Hangursnolten (ca. 700 m) führt eine Seilbahn.

## Geschichte

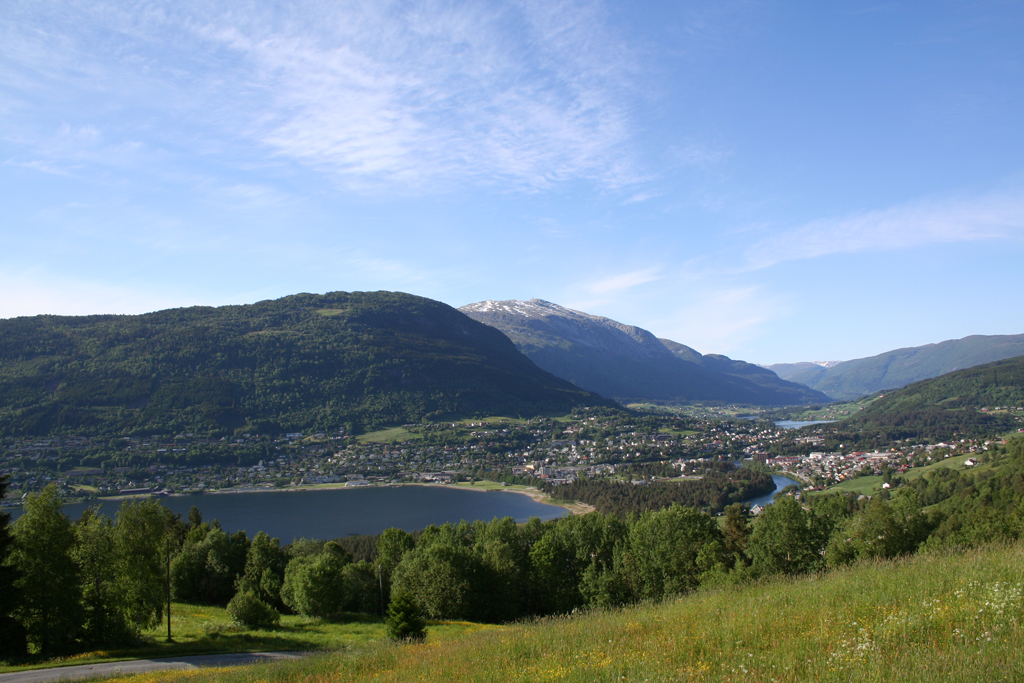
Blick auf Voss

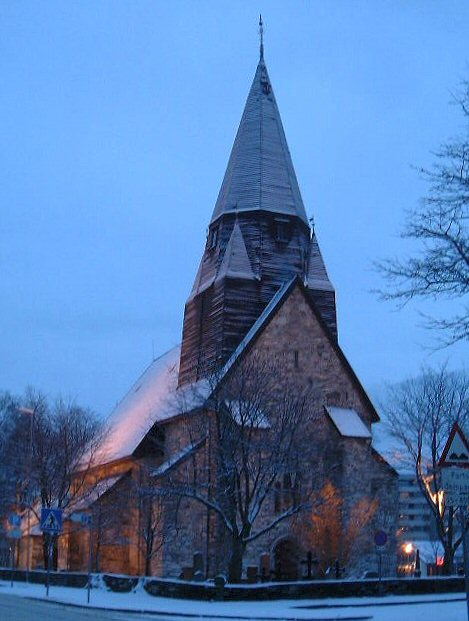
Die Vangs-Kirche

Die Vosser sollen im Jahre 1023 von Olav dem Heiligen bekehrt worden sein. Aus dieser Zeit stammt wahrscheinlich das Olavskreuz zwischen dem Rathaus und dem dahinterliegenden Postamt. Die 1277 eingeweihte Vangs-Kirche wurde im frühgotischen Stil errichtet; ihre Mauern sind stellenweise über 2 m dick. Außer dem Steinaltar, der ebenso alt ist wie die Kirche selbst, sind aus der Entstehungszeit der Kirche keine Ausstattungsgegenstände erhalten.
Bei einem deutschen Luftangriff 1940 wurde der Ort größtenteils zerstört, weshalb nur wenige alte Gebäude erhalten sind.
Seit Dezember 1973 gibt es das Internationale Vossa Jazz Festival, das jährlich in der Woche vor Ostern stattfindet und weitere Jazz-Clubkonzerte im Laufe des Jahres ermöglicht.
Zum 1. Januar 2020 kam die Kommune Granvin zu Voss, die ihren Namen von Voss kommune zu Voss herad änderte. Das Gemeindegebiet wuchs dadurch von 1.805 auf 2.016 km², die Einwohnerzahl von 14.606 auf 15.543 (Stand: 1. Januar 2019).

## Verkehrsanbindung
Voss liegt am norwegischen Streckenabschnitt der Europastraße 16, die von Nordirland über Schottland und Norwegen nach Schweden führt. Seit 2013 führt sie in Voss durch den Vangstunnelen. In Voss trifft die E 16 auf den von Stavanger nach Sogndal führenden, 425 km langen Riksvei 13. In Richtung Norden nutzen beide Straßen einige Kilometer dieselbe Trasse.
Voss liegt an der Bergensbanen, die Oslo mit Bergen verbindet.
An den Luftverkehr ist Voss mit dem Voss flypass, Bømoen (ICAO: ENBM) angeschlossen, der über eine 1.000 m lange Start- und Landebahn verfügt.

## Persönlichkeiten
- Knud Bergslien (1827–1908), Maler
- Brynjulf Bergslien (1830–1898), Bildhauer
- Knute Nelson (1843–1923), amerikanischer Senator und Gouverneur von Minnesota 1893–1895
- Nils Bergslien (1853–1928), Maler
- Ragnvald A. Nestos (1877–1942), amerikanischer Politiker und Gouverneur von North Dakota 1921–1925
- Nils Voss (1886–1969), Turner
- Knute Rockne (1888–1931), American-Football-Trainer
- Sjur Lindebrække (1909–1998), Jurist, Bankier und Politiker
- Jon Istad (1937–2012), Biathlet und Sportschütze
- Odd Lirhus (* 1956), Biathlet und Weltmeister
- Liv Bernhoft Osa (* 1957), Schauspielerin
- Nils T. Bjørke (* 1959), Agrarfunktionär und Politiker
- Eirik Kvalfoss (* 1959), Biathlet
- Gisle Fenne (* 1963), Biathlet
- Hans Engelsen Eide (* 1965), Freestyle-Skier
- Anne Elvebakk (* 1966), Biathletin
- Kristen Skjeldal (* 1967), Skilangläufer
- Linda Eide (* 1969), Journalistin, Schriftstellerin und Moderatorin
- Hilde Synnøve Lid (* 1971), Skisportlerin
- Heikki Holmås (* 1972), Politiker
- Egil Gjelland (* 1973), Biathlet
- Kari Traa (* 1974), Skisportlerin und Olympiasiegerin
- Lars Bystøl (* 1978), Skispringer und Olympiasieger
- Gro Marit Istad-Kristiansen (* 1978), Biathletin
- Jori Mørkve (* 1980), Biathletin
- Alexander Ødegaard (* 1980), Fußballspieler
- Sjur Røthe (* 1988), Skilangläufer
- Hilde Fenne (* 1993), Biathletin

## Sehenswürdigkeiten
- Freilichtmuseum Voss Folk Museum

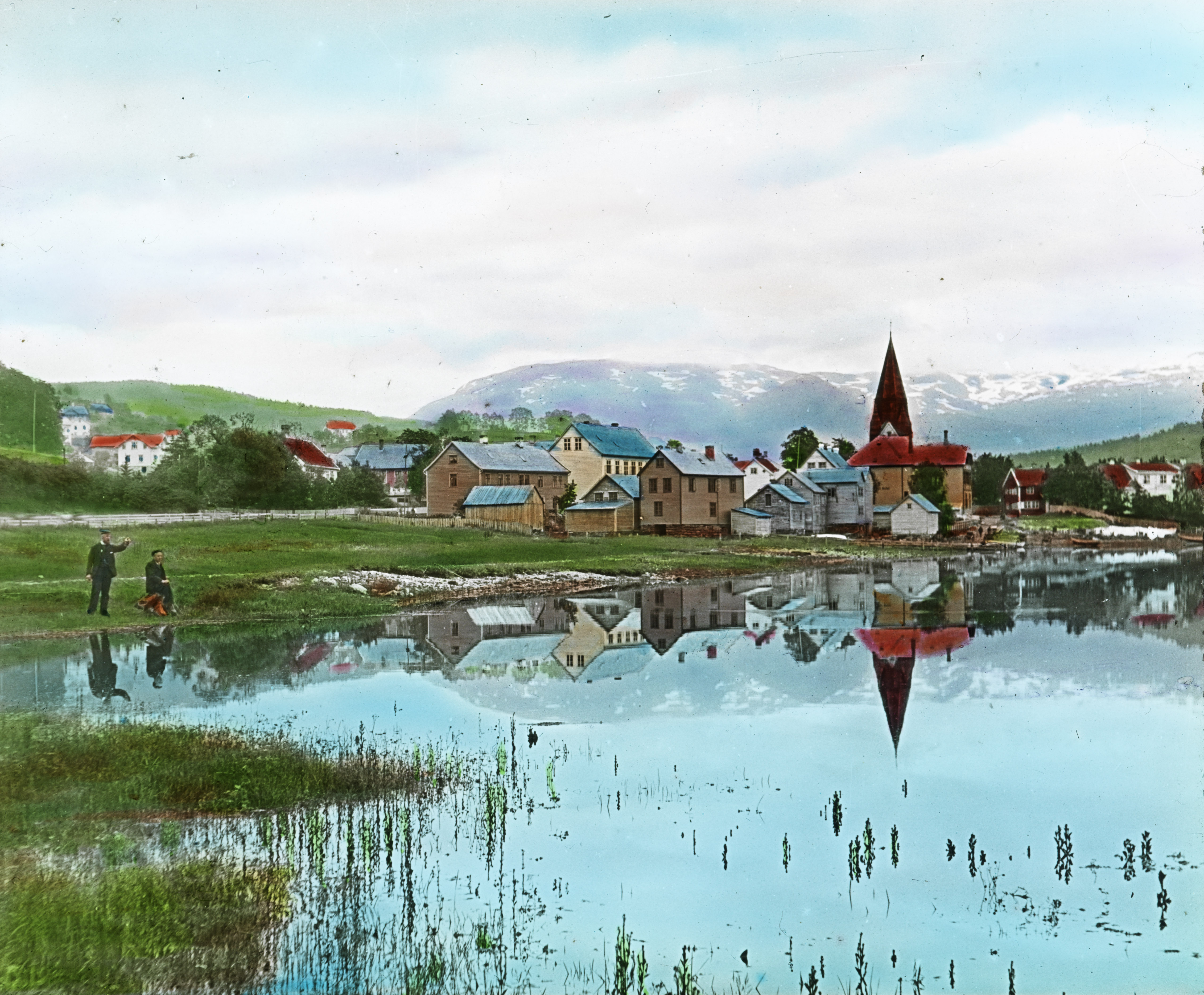
Voss um 1910
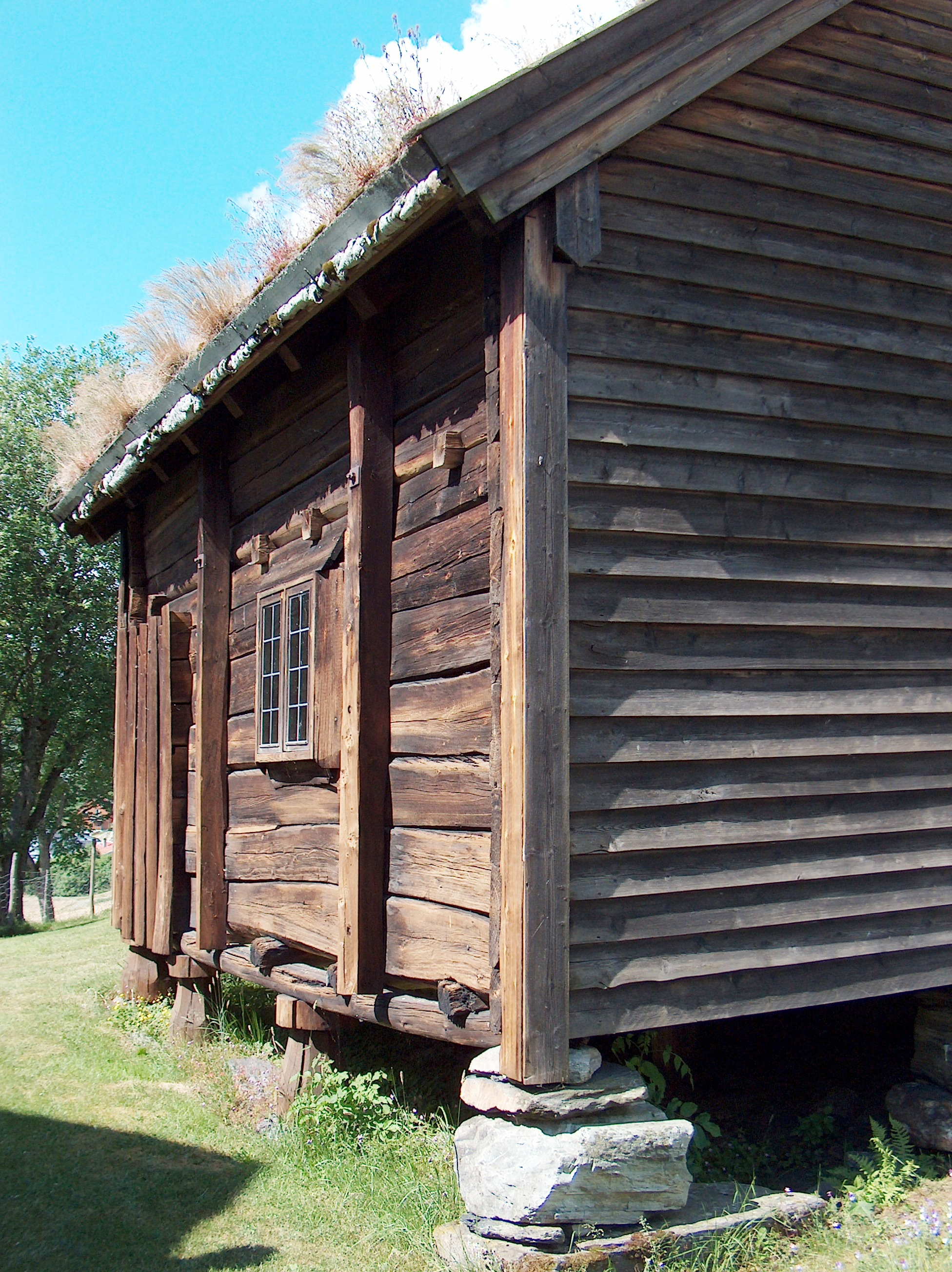
Historisches Gebäude aus dem 15. Jahrhundert im ehemaligen Bauernhof Mølstertunet in Voss, gehört jetzt zum Voss Folkemuseum
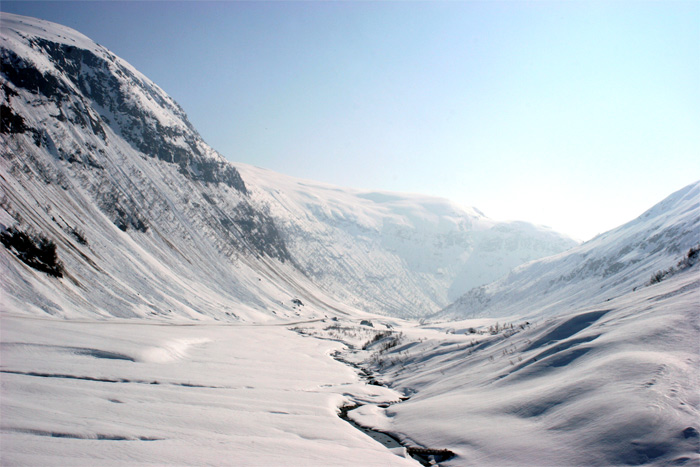
Ein Tal in der Kommune Voss im Januar 2005
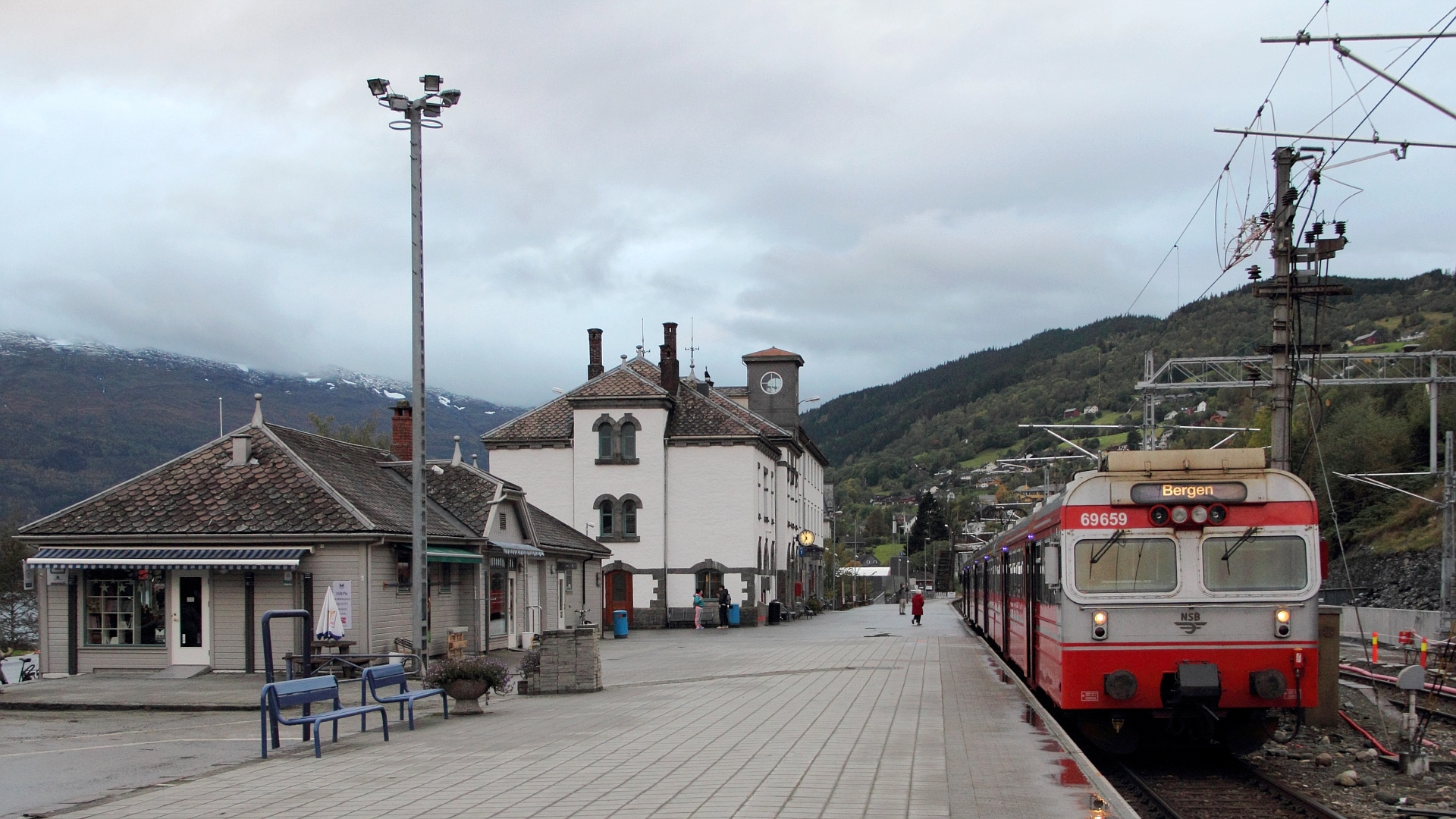
Der Bahnhof in Voss
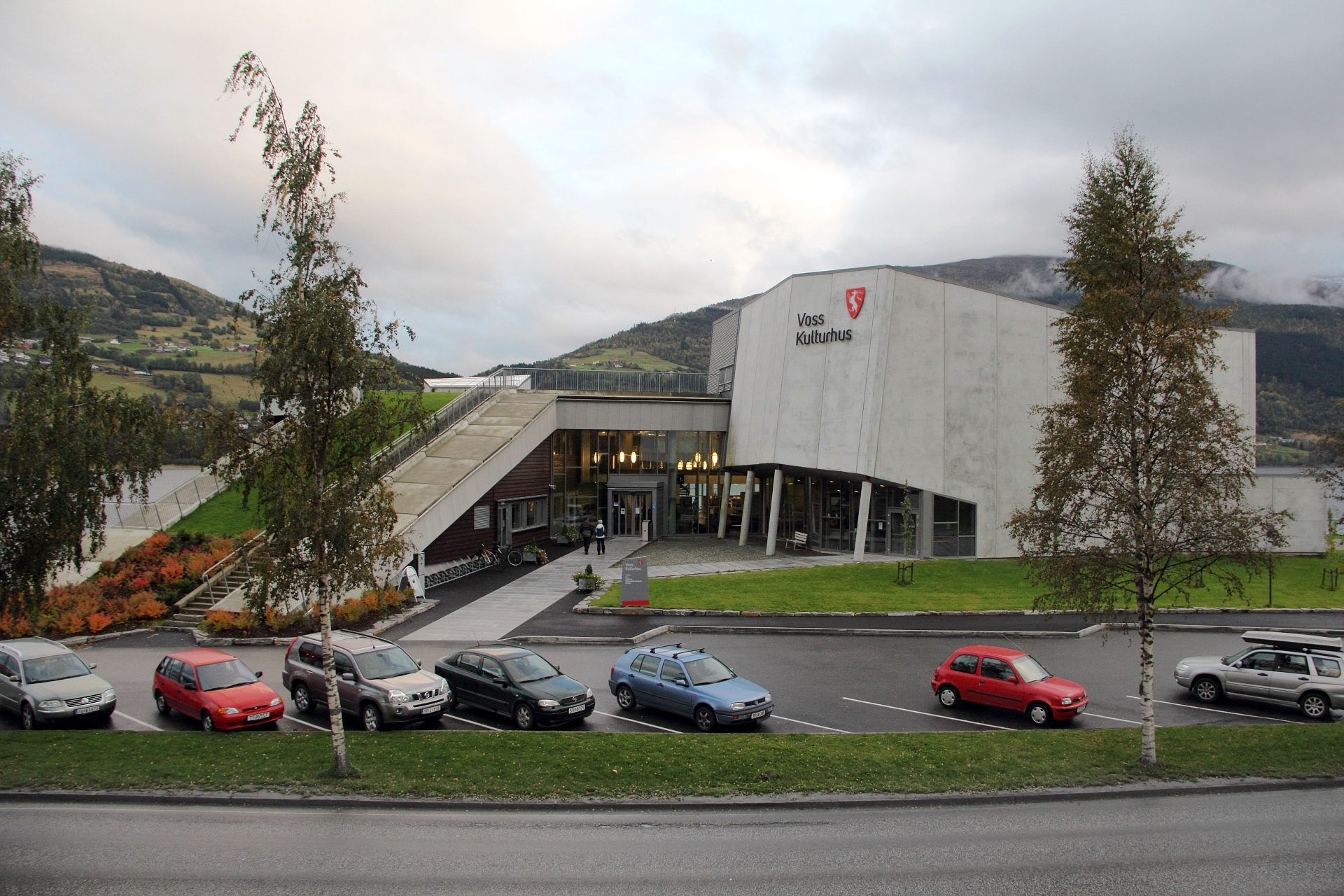
Das Kulturhus in Voss